# Edward H. Moore
Edward H. Moore (Maryville, 1871. november 19. – Tulsa, 1950. szeptember 2.) az Amerikai Egyesült Államok szenátora (Oklahoma, 1943–1949).